# My Mind and Body
My Mind and Body was een VIJFtv-programma dat zichzelf beschreef als een interactief magazine over wellness en astrologie. Het programma werd dagelijks uitgezonden op variabele uitzenduren, ook op VT4. Het was het eerste programma in de Vlaamse televisiegeschiedenis dat ooit nul kijkers heeft gehad.

## Kritiek
Gedurende het programma werden verschillende sms-diensten gepromoot die je horoscoop voorspellen of die je meer vertellen over jezelf, je carrière, je liefdesleven, je gezondheid, enzovoort. Dit waren stuk voor stuk diensten die haar abonnees twee sms'jes per week toestuurden tegen 75 cent per sms'je. Daarbovenop kostte het nog eens 75 cent om je te abonneren. De diensten konden weliswaar worden stopgezet, maar dat kostte dan opnieuw 75 cent. Terwijl men dit in de beginperiode duidelijk vermeldde, rolde deze waarschuwing na een paar maanden snel over het scherm in een tekstkleur die bijna dezelfde was als de achtergrondkleur.
Kijkers werden ook aangemoedigd om hun vragen door te bellen of te sms'en. Het telefoonnummer daarvoor was een 0903-nummer dat 1,12 euro per minuut kost. Dat zulke vragen ook via de website ingestuurd konden worden, werd in het programma veel minder vermeld.